# Aphrophoridae
Aphrophoridae zijn een familie van insecten die behoren tot de onderorde cicaden (Auchenorrhyncha). Ze zijn meestal onopvallend gekleurd (stro-, bruin of zwart van kleur), dit in tegenstelling tot de bloedcicaden (Cercopidae), die rood-zwart gekleurd zijn. Een ander onderscheidend kenmerk van deze insecten is dat de larven zich hullen in een schuimnest. In Europa komen 29 soorten voor in 7 geslachten. Wereldwijd zijn er ongeveer 900 beschreven soorten in 155 geslachten.

## Taxonomie
De familie omvat de volgende geslachten:
- Abbalomba Distant, 1908
- Abdas Distant, 1916
- Ainoptyelus Matsumura, 1942
- Amarusa Walker, 1857
- Aphrophora Germar, 1821
- Aphrophorias Kirkaldy, 1910
- Aphrophorinella Lallemand, 1946
- Aphropsis Metcalf & Horton, 1934
- Ariptyelus Matsumura, 1940
- Atuphora Matsumura, 1942
- Avernus Stål, 1866
- Awafukia Matsumura, 1934
- Awaphora Matsumura, 1940
- Balsana Metcalf, 1952
- Basilioterpa Hamilton & Morales, 1992
- Bathyllus Stål, 1866
- Beesoniella Lallemand, 1933
- Betaclovia Matsumura, 1940
- Boniphora Matsumura, 1942
- Byrebistus Distant, 1920
- Capnodistes Breddin, 1903
- Carystoterpa Lallemand, 1936
- Cephisus Stål, 1866
- Clovia Stål, 1866
- Cloviana Lallemand, 1957
- Cnemidanomia Kusnezov, 1932
- Cordia Stål, 1866
- Daha Distant, 1908
- Dasyoptera Metcalf & Bruner, 1925
- Dinda Distant, 1908
- Dophora Matsumura, 1942
- Ecothera Melichar, 1915
- Egretius Jacobi, 1908
- Eguptyelus Matsumura, 1942
- Enocomia Ball, 1919
- Eoptyelus Jacobi, 1921
- Epicranion Fowler, 1897
- Escragnollia Schmidt, 1922
- Euclovia Matsumura, 1903
- Eulepyronia Schmidt, 1924
- Eulepyroniella Schmidt, 1925
- Europhora Matsumura, 1942
- Eurycercopis Kirkaldy, 1906
- Eusounama Liu, 1942
- Flosshilda Kirkaldy, 1900
- Formophora Matsumura, 1942
- Futaptyelus Matsumura, 1942
- Gaeta Metcalf & Bruner, 1944
- Gallicana Lallemand, 1912
- Grellaphia Schmidt, 1920
- Handschinia Lallemand, 1935
- Hemiapterus Jacobi, 1904
- Hemipoophilus Jacobi, 1912
- Hiraphora Matsumura, 1940
- Hosophora Matsumura, 1942
- Hymettus Stål, 1866
- Interocrea Walker, 1870
- Iophosa Jacobi, 1921
- Irlandiana Lallemand, 1957
- Iwaptyelus Matsumura, 1942
- Izzardana Lallemand, 1957
- Jembra Metcalf & Horton, 1934
- Jembrana Distant, 1908
- Jembroides Matsumura, 1942
- Jembrophora Matsumura, 1942
- Jembropsis Matsumura, 1940
- Jophora Matsumura, 1942
- Kageptyelus Matsumura, 1942
- Kitaptyelus Matsumura, 1940
- Koreptyelus Matsumura, 1942
- Kotophora Matsumura, 1940
- Lallemandana China & Myers, 1934
- Lemoultana Lallemand, 1940
- Leocomia Ball, 1919
- Leocomiopsis Metcalf & Bruner, 1944
- Lepyronia Amyot & Serville, 1843
- Lepyroniella Melichar, 1913
- Lepyronoxia Melichar, 1915
- Lepyropsis Metcalf & Horton, 1934
- Liorhina Stål, 1870
- Macrofukia Matsumura, 1940
- Mandesa Distant, 1908
- Maptyelus Matsumura, 1942
- Megafukia Matsumura, 1940
- Mesoptyelus Matsumura, 1904
- Microsargane Fowler, 1897
- Mimoptyelus Matsumura, 1942
- Miphora Matsumura, 1940
- Nagaclovia Matsumura, 1940
- Nagafukia Matsumura, 1940
- Nagophora Matsumura, 1940
- Napotrephes Stål, 1866
- Neaenus Fowler, 1897
- Neoavernus Distant, 1909
- Neophilaenus Haupt, 1935
- Nesaphrestes Kirkaldy, 1907
- Nikkofukia Matsumura, 1940
- Nikkoptyelus Matsumura, 1942
- Nokophora Matsumura, 1940
- Novaphrophara Lallemand, 1940
- Novophilaenus Lallemand, 1936
- Nyanja Distant, 1908
- Obiphora Matsumura, 1942
- Ogaphora Matsumura, 1942
- Oiptyelus Matsumura, 1942
- Okiptyelus Matsumura, 1940
- Omalophora Matsumura, 1942
- Orthorapha Westwood, 1832
- Paralepyroniella Metcalf, 1952
- Paraphrophora Fowler, 1897
- Pareurycercopis Lallemand & Synave, 1953
- Patriziana Lallemand, 1935
- Pentacanthoides Metcalf, 1952
- Perinoia Walker, 1851
- Petaphora Matsumura, 1942
- Peuceptyelus Sahlberg, 1871
- Philaenus Stål, 1864
- Philagra Stål, 1863
- Philagrina Lallemand, 1946
- Philaronia Ball, 1899
- Plinia Stål, 1866
- Poophilus Stål, 1866
- Pseudaphronella Evans, 1966
- Pseudaphrophora Schmidt, 1924
- Pseudocraniolum Hedicke, 1923
- Ptyelinellus Lallemand, 1946
- Ptyelus Le Peletier de Saint-Fargeau & Serville, 1825
- Sabphora Matsumura, 1942
- Sagophora Matsumura, 1942
- Salomonia Lallemand, 1940
- Sappoptyelus Matsumura, 1942
- Seiphora Matsumura, 1942
- Sepullia Stål, 1866
- Sinophora Melichar, 1902
- Sounama Distant, 1908
- Sphodroscarta Stål, 1869
- Strandiana Lallemand, 1936
- Takagia Matsumura, 1942
- Takaphora Matsumura, 1942
- Tamaphora Matsumura, 1942
- Tilophora Matsumura, 1942
- Tobiphora Matsumura, 1942
- Todophora Matsumura, 1940
- Tonkaephora Matsumura, 1942
- Toroptyelus Matsumura, 1942
- Tremapterus Spinola, 1850
- Trigophora Matsumura, 1942
- Tukaphora Matsumura, 1942
- Vervactor Distant, 1916
- Witteella Lallemand, 1941
- Xenaphrophora Fowler, 1897
- Yamaphora Matsumura, 1942
- Yaphora Matsumura, 1942
- Yezophora Matsumura, 1940
- Yunnana China, 1925

## In Nederland waargenomen soorten
- Genus: Aphrophora
  - Aphrophora alni
  - Aphrophora corticea
  - Aphrophora major
  - Aphrophora pectoralis
  - Aphrophora salicina
- Genus: Lepyronia
  - Lepyronia coleoptrata
- Genus: Neophilaenus
  - Neophilaenus campestris
  - Neophilaenus lineatus
  - Neophilaenus minor
- Genus: Philaenus
  - Philaenus spumarius - (Schuimbeestje)